# Emil Riff
Emil Riff (1900–7. ledna 1949) byl maďarský fotbalista a trenér.

## Hráčská kariéra
V maďarské lize hrál za MTK Budapešť a Miskolci Attila FC. S budapešťským klubem vyhrál titul v ročníku 1922/23, s klubem z Miškovce se probojoval do finále poháru v ročníku 1927/28.

### Prvoligová bilance
| Ročník              | Zápasy | Góly | Minuty | Klub               |
| ------------------- | ------ | ---- | ------ | ------------------ |
| I. liga 1922/1923   | 1      | 0    | 90     | MTK Budapešť       |
| I. liga 1927/1928   | 7      | 2    | 630    | Miskolci Attila FC |
| I. liga 1929/1930   | 5      | 0    | 450    | Miskolci Attila FC |
| I. liga 1935/1936   | 3      | 1    | 270    | Miskolci Attila FC |
| Celkem I. maď. liga | 16     | 3    | 1 440  |                    |

## Trenérská kariéra
V československé lize působil v sezoně 1946/1947, vedl Žilinu (podzim 1946) a Jednotu Košice (jaro 1947). V maďarské lize vedl Salgótarjáni BTC (1940–1942). Trénoval také v Německu a Nizozemsku.